# ナンギャダイ
ナンギャダイ（モンゴル語: Nangγiyadai、中国語: 嚢加歹、? - 1311年）は、大元ウルスの将軍の一人で、ナイマン部の出身。5代皇帝クビライから6代テムルにかけての主要な戦役(帝位継承戦争、南宋侵攻、カイドゥの乱)に参加し、いずれにおいても武功を残した有力な将軍であった。
『元史』などの漢文史料では嚢加歹(nángjiādǎi)、『集史』などのペルシア語史料ではننكیادای(nankiyādāī)と記される。

## 概要

### 生い立ち
ナンギャダイの一族は元来ナイマン・ウルスに属しており、ナンギャダイの祖父のブラン・ベク(Bulan beg)はナイマンの群臣の筆頭であったという。その息子のカジル(Qajir)はナイマンのカン(王)の親衛軍を率い、国政にも携わり、「太師」にも任じられた有力な将軍であった。 しかし1206年にチンギス・カンがナイマン・ウルスを平定すると、カジルの息子のマチャ(Mača)はモンゴル帝国に投降し、以後マチャ家は代々モンゴル帝国に仕えるようになる。マチャは第2代皇帝オゴデイの時代に「蒙古・漢軍」を統べるよう命じられ、1260年にクビライとアリクブケとの帝位争い(帝位継承戦争)が起こると、この「蒙古・漢軍」を率いてクビライに味方し、この内戦で最大の激戦となったシムルトゥ・ノールの戦いでも活躍した。1262年には王族のカビチとともに李璮の乱鎮圧にも活躍し、これらの功によってクビライの建設した大元ウルスにおいてマチャ家は功臣の家系として厚遇されるようになる。

### 南宋遠征
マチャの息子のナンギャダイは幼い頃から父に従って戦場を経験し、長じて都元帥に任じられた。大元ウルスによる南宋侵攻が始まると、ナンギャダイはアジュの率いる軍団に属して襄陽包囲に加わり、襄陽が陥落すると漢軍千戸に住じられた。襄陽の陥落後はバヤンを総指令とする本格的な南宋領侵攻が始まり、ナンギャダイもこれに加わって風波湖の戦いでは敵軍を打ち破る功績を挙げた。その後、軍を2つに分けてアジュ率いる北軍が漢陽を、バヤン率いる南軍が鄂州をそれぞれ攻めると、ナンギャダイは別動隊を率いて南宋水軍の軍船3000艘を壊滅させたため、授軍の望みを絶たれた両城は遂に投降したという。バヤン軍が安慶に駐屯すると、丞相の賈似道が南宋最後の防衛線として大軍を率いて長江を攻めあがってきたが、賈似道は決戦を避けるべく講和の使者を派遣した。使者の対応はナンギャダイが行ったがバヤンは講和案を一蹴し、丁家洲の戦いで賈似道軍を破った。賈似道との講和交渉を受け持ったナンギャダイは続けて南宋の首都の臨安に降伏勧告を行う使者にも選ばれ、追い詰められたことを覚った南宋朝廷は玉璽を奉じてナンギャダイに投降の意を告げた。バヤンは南宋から得た玉璽をそのままクビライに献上するよう命じ、南宋遠征における功績を賞してナンギャダイは懐遠大将軍・安撫司ダルガチに任じられた。

### 日本・雲南遠征
臨安陥落後、アラカンや董文炳とともに浙江・福建地方の平定に従事し、蒙古軍副都万戸・江東道宣慰使に昇格した。1281年（至元18年）には「都元帥」に任じられ、日本遠征（弘安の役）を命じられたが、何らかの理由で日本には到着せず「未だ至らずして帰った」という。日本遠征の失敗後、雲南行省参知政事に任じられて金歯・ビルマの討伐に従事していたが、病にかかったために一度中央に戻った。改めて河南道宣慰使に任じられ、また特に父のかつての職「蒙古軍都万戸」を継ぐよう命じられた。

### カイドゥ・ウルスとの戦い
クビライが崩御しテムルが新たに即位する(オルジェイトゥ・カアン)と、ナンギャダイは北西部においてカイドゥ・ウルスとの戦いに従事することになった。『集史』には「バヤン・グユクチの息子のナンギャダイ」という人物がモンゴリア西部に駐屯していたことが記されており、この人物が『元史』の「嚢加歹」と同一人物ではないかと考えられている 『集史』によると、テムル時代のモンゴリアにはカイドゥ・ウルスとの国境線上に北から高唐王コルギス、チョンウル、ナンギャダイ、寧遠王ココチュという4名の将軍が駐屯していたと記されており、この内ナンギャダイは現モンゴル国のトンヒル郡一帯に駐屯していたとみられる。 
これらの駐屯軍は1298年（大徳2年）に宴会中、カイドゥ・ウルスに属するドゥアの奇襲を受けて大敗し、唯一抗戦したコルギスが捕虜となる失態を犯した。そのためココチュは更迭され、代わりに抜擢されたのがクビライの孫に当たるカイシャンであった。カイシャンは息子のいないテムルの最も有力な後継者候補であるがために皇后ブルガンから疎まれ、左遷に近い形でモンゴリアに派遣されたが、諸将の支持を得てカイドゥ軍と互角にわたりあった。1301年（大徳5年）にカイドゥ自ら軍を率いてのモンゴリア侵攻が始まると、ナンギャダイもカイシャンの指揮下に入ってこれを迎え撃った。この時、ナンギャダイ軍は包囲されかかったが力戦して逃れ、カイシャン軍と合流した。合流を果たしたカイシャン軍は退却を始め、ナンギャダイが殿を務めたが、これを阻止するべくカイドゥ軍が追撃してきた。この時、ナンギャダイは精鋭千名を率いてこれを防ぎ、カイシャン軍はチンカイ・バルガスンを経て晋王軍と合流することができた。帝国史上最大の会戦となったこの戦役（テケリクの戦い）においてナンギャダイは激戦を潜り抜けたが病にかかり、一時中央に帰還した。

### 大徳11年の政変とカイシャンの即位
1300年代末、テムルの病態が悪化する中で次代のカアン位が注目されていたが、本来帝位に最も近いはずのカイシャン/アユルバルワダ兄弟は中央から左遷され、皇后ブルガンは安西王アナンダを帝位につける計画を進めていた。これを察知したアユルバルワダとその母ダギは中央に戻っていたナンギャダイ、ブリルギテイ、トイン・ブカらにブルガン勢力へのクーデターの協力を要請し、ナンギャダイらはこれに応えて一行は大都を目指した。大都の宮中ではチャガタイ家の王族トレがクーデターへの協力を表明しており、ナンギャダイは先行してトレと合流し、計画を練ったうえでアユルバルワダの下に戻った。アユルバルワダは未だクーデターの決行に逮巡していたが、ナンギャダイが一刻も早く決行するょう説得し、遂にクーデターは成功した。
しかし、その後カイシャンがモンゴリア駐屯軍を率いて南下してきたため、最終的に帝位はカイシャンのものとなり、クーデター時の功績によりナンギャダイは七宝束帯・鞍轡・衣甲・弓矢・黄金五十両などを与えられ、蘄県万戸府ダルガチに、次いで同知枢密院事に任じられた。カイシャンが1311年(至大4年)に亡くなりアユルバルワダが即位する(ブヤント・カアン)と、ナンギャダイは河南に家を有していたことから特に河南江北行省平章政事に任ぜられ、この地位のままナンギャダイは亡くなった。アユルバルワダは後にクーデターの時のことを振り返って「我と太后(ダギ)は成功を疑っていたが、ナンギャダイの言葉で覚悟を定め決行することができた。かつて周の文王には太公望という優れた臣下がいたというが、ナンギャダイはまさに予にとっての太公望である」と語ったという。ナンギャダイの死後、その地位は息子のジャファル(教化)、孫のトゴン(脱堅)が継承した。

## ナイマン部マチャ家
- ブラン・ベク（Bulan beg ＞不蘭伯/bùlánbǎi）
  - 太師カジル（Qajir ＞合折児/hézhéér）
    - マチャ（Mača ＞麻察/máchá）
      - 蒙古軍都万戸ナンギャダイ（Nangγiyadai ＞嚢加歹/nángjiādǎi,ننكیادای/nankiyādāī）
        - 蒙古軍副都万戸ジャファル（Jaʿfar ＞教化/jiàohuà）
          - 大都督トゴン（Toγon ＞脱堅/tuōjiān）

        - 河南江北行省平章ジルワダイ（J̌ilwadai ＞執礼和台/zhílǐhétái）